# Narodna galerija, Parma
 Narodna galerija v Parmi (italijansko Galleria nazionale di Parma) je umetniška galerija v Parmi v severni Italiji.
Razstavljena so dela mnogih slikarjev, kot so: Fra Angelico, Canaletto, Correggio, Sebastiano del Piombo, Guercino, Giambattista Pittoni, Leonardo da Vinci, Parmigianino, Tintoretto in drugi.

## Zgodovina
Družina Farnese je v obdobju renesanse ustanovila parmsko zbirko s papežem Pavlom III. in kardinalom Alessandrom Farnesejem. Leta 1734 je španski kralj Karel III. večino del preselil v Neapelj. Nekatera so bila ohranjena prav zaradi Filipovega posredovanja, ki je bil vojvoda Parme, kasneje pa je bila zbirka povečana z dodatkom grško-rimskih najdb, donacij in vrnitev iz Neaplja, pa tudi s prevzemi pod vojvodo Ferdinandom (1758).
Med francosko zasedbo Parme (1803–1814) so bila nekatera dela prenesena v Pariz, a so bila vrnjena leta 1816. Vojvodinja Marija Luiza je preuredila zbirke v palači Pilotta in zgradila dvorano, ki ima zdaj njeno ime. Prav tako je pridobila več imenitnih zbirk v vojvodini, da bi se izognila razpršitvi.

## Galerija
- Ženska glava (La Scapigliata), Leonardo da Vinci, okoli 1485
- Dve Mariji v grobnici, Bartolomeo Schedoni, okoli 1613
- Marija in otrok, Anthonis van Dyck, okoli 1621–1627
- Turški suženj, Parmigianino, okoli 1533
- Suzana in starca, Guercino, okoli 1649
- Objokovanje nad mrtvim Kristusom s svetniki, Annibale Carracci
- Mučeništvo štirih svetnikov, Antonio Correggio, okoli 1524
- Madonna della Scodella,  Correggio, okoli 1525–1530
- Polaganje, Correggio,  okoli 1522
- Marija in otrok s svetniki, Fra Angelico
- Kristus ozdravi slepoto, El Greco, okoli 1570–1575
- Alessandro Farnese, Girolamo Mazzola Bedoli
- Marija in sveti Hieronim, Correggio,  okoli 1525–1528
- Polaganje, Bartolomeo Schedoni, okoli 1613
- Portret Erazma  Rotterdamskega, Hans Holbein mlajši, okoli 1530